# Paradandamis fuscovittata
Paradandamis fuscovittata är en skalbaggsart som beskrevs av Aurivillius 1922. Paradandamis fuscovittata ingår i släktet Paradandamis och familjen långhorningar.
Artens utbredningsområde är Seychellerna. Inga underarter finns listade i Catalogue of Life.